# Jaslice
Jaslice so simbolično uprizorjena ali upodobljena ponazoritev Kristusovega rojstva. Pogosto so to kipci ali slike, postavljeni na izbrano mesto za božične praznike. Značilne so za območja vpliva Rimskokatoliške cerkve in Katoliške cerkve vzhodnega obreda.

## Zgodovina jaslic
Prva znana upodobitev živih jaslic sega v leto 1223, ko je sv. Frančišek Asiški v Grecciu (osrednja Italija) obhajal božični večer v votlini nad vasjo. 
Na Slovenskem so prvi postavili jaslice v Gornjem Gradu, za tem jezuiti v cerkvi sv. Jakoba v Ljubljani, leta 1644. V njih so postavili poldrugi meter visoke skulpture, kipe, ki so v zaporednih različnih prizorih predstavljali božične skrivnosti Rojstva in npr. prihod svetih treh kraljev. Že pred tem so podobne prizore upodabljali na freskah po Sloveniji.

## Značilnosti
Figure jaslic so v poljubni velikosti, najmanj tri: Marija, Jezus v jaslih in Jožef. Običajno so ob simboličnem hlevu postavljene ovce s pastirji, v hlevčku pa sta še vol in osel kot simbola dveh izvirov krščanstva (judovstvo in poganstvo). Skoraj vedno so dodani angeli. Pogosto je nad hlev pritrjena zvezda repatica. Figure so iz lesa, kamna, gline, umetne mase, keramike, voska ali izrezane iz papirja. Postavljene so lahko na podlago iz mahu ali trave ali peska. Postavljene so v simbolično alpsko, puščavsko ali drugačno krajino, kjer je manjši hlev ali nadstrešek. V začetku januarja dodajo figure treh modrih z vzhoda (trije kralji). Neredko je ob kraljih postavljeno njihovo spremstvo, s konji, kamelami, paži.  
V Sloveniji se je prizor Poklona treh kraljev običajno pojavil kot stenska slikarija na severnih straneh cerkva v srednjem veku, več stoletij pred postavljanjem jaslic pri nas. Vrhunska slikarija je v cerkvi sv. Primoža in Felicijana nad Črno pri Kamniku. 
Bogato okrašene jaslice z desetinami figur in stavb, z mlinom in žuborečo vodo v Ljubljani vsako leto pred Božičem postavijo v Frančiškanski cerkvi (Cerkev Marijinega Oznanjenja). Ponekod pripravijo tudi žive jaslice - v Sloveniji so najbolj znane tovrstne v Postojnski jami, zanimive so  ledene jaslice (Mojstrana). Na Brezjah je muzej, v katerem imajo zbirko jaslic z vsega sveta. Zanimivo zbirko jaslic imajo tudi v Stični in v muzeju v Tolminu. Posebej simbolične jaslice, izdelane po načrtih arhitekta Plečnika, so razstavili na svetovni razstavi v Dubaju leta 2021.